# ヘクテモロイ
ヘクテモロイとは、「六分の一」の意。古代ギリシアのアテナイなどで見られた貧農層と推測される。
古代ギリシアのアテナイなどにおいて、商工業の発展にともない困窮化する農民層が出現した。彼らは穀物を利子つきで借り入れ、その返済に行き詰まった結果、自分の農地からの収穫のうち六分の一を毎年納めるようになったと考えられる。（ヘクテモロイに六分の一が残されたという見解もある。）この支払いすら困難となると、当時は自らの身体を担保として借財を行っていたため、債務奴隷に転落することになった。このことが市民共同体の維持を困難にさせたことから、前6世紀初頭にはソロンによる改革が行われ、借金の帳消しなどを通じて貧困層の救済が図られた。